# 中国交叉学科学会列表
中国交叉学科学会包括以下各个学科的学会：
| - 中国自然辩证法研究会 - 中国管理现代化研究会 - 中国技术经济学会 - 中国现场统计研究会 - 中国未来研究会 - 中国科学技术史学会 - 中国科学技术情报学会 - 中国图书馆学会 - 中国城市科学研究会 - 中国科学学与科技政策研究会 - 中国农村专业技术协会 - 中国工业设计协会 - 中国工艺美术学会 - 中国科普作家协会 | - 中国自然科学博物馆协会 - 中国可持续发展研究会 - 中国青少年科技辅导员协会 - 中国科教电影电视协会 - 中国科学技术期刊编辑学会 - 中国流行色协会 - 中国档案学会 - 中国国土经济学会 - 中国土地学会 - 中国科技新闻学会 - 中国老科学技术工作者协会 - 中国科学探险协会 - 中国城市规划学会 - 中国产学研合作促进会 | - 中国知识产权研究会 - 中国发明协会 - 中国工程教育专业认证协会 - 中国检验检疫学会 - 中国女科技工作者协会 - 中国创造学会 - 中国经济科技开发国际交流协会 - 中国高科技产业化研究会 - 中国微量元素科学研究会 - 中国国际经济技术合作促进会 - 中国基本建设优化研究会 - 中国科技馆发展基金会 - 中国生物多样性保护与绿色发展基金会 - 中国反邪教协会 |